# Juquiá (ort)
Juquiá är en ort i Brasilien.   Den ligger i kommunen Juquiá och delstaten São Paulo, i den södra delen av landet, 900 km söder om huvudstaden Brasília. Juquiá ligger 29 meter över havet och antalet invånare är 13 497.
Terrängen runt Juquiá är platt åt nordväst, men åt sydost är den kuperad. Juquiá är det största samhället i trakten.
I omgivningarna runt Juquiá växer i huvudsak städsegrön lövskog. Runt Juquiá är det ganska glesbefolkat, med 24 invånare per kvadratkilometer.